# The Untamed
The Untamed  (v čínském originále 陈情令, Čchen čching ling) je čínský dramatický televizní seriál z roku 2019 založený na sien-sia románu Mo-tao cu-š’ od spisovatelky Mo Siang Tchung Siouou, v němž hlavní role ztvárnili Siao Čan a Wang I-po. Příběh seriálu sleduje dobrodružství dvou spřízněných duší, které cestují, aby vyřešily řadu záhad, a nakonec našly a dopadly viníka událostí z doby před 16 lety. Padesát dílů seriálu bylo vysíláno na čínské službě Tencent Video od 27. června do 20. srpna 2019. Speciální edice, kterou tvoří dvacet dílů, měla premiéru 25. prosince 2019 na stanici WeTV. Seriál je celosvětově dostupný na službě Netflix.

## Příběh
Před šestnácti lety, když Wej Wu-sien jako teenager navštívil sektu Ku-su Lan, aby podstoupil trénink, potkal svou spřízněnou duši Lan Wang-ťiho, spravedlivého a tichého muže pocházejícího z ušlechtilé rodiny. Přestože oba byli rozdílné povahy, stali se Lan Wang-ťi a Wej Wu-sien dobrými přáteli poté, co spolu zažili mnoho dobrodružství a zkoušek. Wej Wu-sien se po ukončení svého výcviku v sektě vrátil domů, kvůli řadě tragických událostí byl však nucen vzdát se své duchovní moci, aby zachránil život svého bojového bratra Ťiang Čchenga. Duchovně slabý Wej Wu-sien byl Wen Čchaoem ze sekty Čchi-šan Wen mučen a uvržen do Pohřebních mohyl (乱葬岗, Luan-cang Kang). Z nich se po třech měsících vrátil, ale jako člověk praktikující démonické umění, jež bylo považováno za temné umění. Lan Wang-ťi se jej snažil přesvědčit, aby se praktikování tohoto umění vzdal, ale marně. Protože trval na svém a temné umění nadále praktikoval, ztratil Wej Wu-sien svou pověst a byl ostrakizován. Pouze Lan Wang-ťi stál při něm a snažil se všemi možnými prostředky zabránit tomu, aby ho pohltilo zlo. Během bitvy u Bezesného města (不夜天城, Pu-jie-tchien Čcheng) Wej Wu-sien zabil a zranil mnoho učedníků jiných sekt a byl zodpovědný za smrt své bojové sestry Ťiang Jen-li. Lan Wang-ťiovi se nepodařilo Wej Wu-siena zachránit a ten si skokem z útesu sáhl na život.
V současnosti byl Wej Wu-sien vzkříšen Süan-jüem a byl proklet, aby obýval jeho tělo. Přestože obýval cizí tělo, Lan Wang-ťi jej dokázal poznat. Oba společně řešili záhady, které je nakonec dovedly k odhalení toho, co se stalo v minulosti.

## Epizody
Seriál se vysílal každý čtvrtek a pátek (GMT +08:00) vždy po dvou dílech a VIP členové měli předčasný přístup k dalším dvěma. V den premiéry seriálu bylo VIP členům zpřístupněno celkem šest epizod. Dne 30. června 2019 byl na síti Weibo zveřejněn nový vysílací plán, jenž informoval o tom, že seriál bude vysílán od pondělí do středy. Závěrečná 50. epizoda měla premiéru 20. srpna 2019. Dne 29. července 2019 bylo během oficiální fanouškovské akce oznámeno, že VIP členové budou moci sledovat všechny díly od 7. srpna.

## Obsazení

### Hlavní postavy
| Herec                            | Postava                     | Základní informace |
| -------------------------------- | --------------------------- | --- |
| Siao Čan Su Ja-sin (dítě)        | Wej Wu-sien (čínsky 魏无羡) | Rodné jméno: Wej Jing (čínsky 魏婴) Wej Wu-sien, známý také jako patriarcha I-lingu (夷陵老祖), je synem Wej Čchang-ceho (přítele a služebníka Ťiang Feng-miena) a bojovnice Čchang-se San-žen. Oba jeho rodiče však zemřeli v boji, když byl ještě malé dítě. Ťiang Feng-mien ho našel na ulicích I-lingu a rozhodl se jej adoptovat. Poté se stal hlavním žákem Ťiangovy sekty a začal se věnovat démonickému umění. Ovládá meč Suej-pien (随便) a flétnu Čchen-čching (陈情), je znám také svou schopností vymýšlet nové duchovní techniky a vynálezy, jako je například Temný tygří amulet (阴虎符). Je dobrosrdečný, optimistický, věrný a velmi mu záleží na jeho přátelích a rodině. Kvůli praktikování démonického umění jej však mnozí lidé začali považovat za psychopatického vraha. Lan Wang-ťi ho nicméně považuje za spřízněnou duši. |
| Siao Čan Su Ja-sin (dítě)        | Mo Süan-jü (čínsky 莫玄羽)  | Nemanželský syn Ťin Kuang-šana a bývalý žák sekty Ťin. Během rituálu obětoval své tělo Wej Wu-sienovi, aby se mohl pomstít svým trýznitelům. |
| Wang I-po Čchen Ťün-kchaj (dítě) | Lan Wang-ťi (čínsky 蓝忘机) | Rodné jméno: Lan Čan (čínsky 蓝湛) Známý také jako Chan-kuang Ťün (含光君) neboli Nositel světla, je druhým mladým mistrem a jeden ze dvou nefritů sekty Lan. Jeho zbraněmi jsou meč Pi-čchen (避尘) a čínská citera ku-čchin (古琴). Je chladný, striktně dodržuje pravidla, uzavřený, těžko se s ním vychází, ale má dobré srdce a smysl pro spravedlnost. Wej Wu-siena považuje za svou spřízněnou duši. |

### Vedlejší postavy

#### Sekta Lan z Ku-su
| Herec                              | Postava                      | Základní informace |
| ---------------------------------- | ---------------------------- | --- |
| Liou Chaj-kchuan Šen I-feng (dítě) | Lan Si-čchen (čínsky 蓝曦臣) | Rodné jméno: Lan Chuan (čínsky 蓝涣) Známý také jako Ce-wu Ťün (泽芜君), je vůdcem a prvním mladým mistrem a jedním ze dvou nefritů sekty Lan. Společně s Ťin Kuang-jaem a Nie Ming-ťüem složil slib bratrství. Jeho zbraněmi jsou meč Šuo-jüe (朔月) a flétna Lie-ping (裂冰). Na rozdíl od svého bratra je laskavý a společenský. |
| Chuang C’-tcheng                   | Lan Čchi-žen (čínsky 蓝启仁) | Vážený starší ze sekty Lan. Je strýcem Lan Si-čchena a Lan Wang-ťiho, které vychoval. Je velmi přísný a příliš nevychází s Wej Wu-sienem. |
| Čeng Fan-sing Jiang Yiting (dítě)  | Lan S’-čuej (čínsky 蓝思追)  | Rodné jméno: Wen Jüan (čínsky 温苑), nyní Lan Jüan (čínsky 蓝愿) Žák sekty Lan. Část dětství prožil s Wej Wu-sienem, později se ho ujal Lan Wang-ťi. Na svůj věk je vyzrálý, je také velmi inteligentní a rozumný. Je blízkým přítelem Lan Ťing-ia, Ťin Linga a Ou-jang C’-čena.                                                    |
| Kuo Čcheng                         | Lan Ťing-i (čínsky 蓝景仪)   | Žák sekty Lan. Je blízkým přítelem Lan S'-čueje a Ťin Linga. |
| Carman Lee                         | Lan I (čínsky 蓝翼)          | Jediná vůdkyně sekty Lan v historii. Reorganizovala sektu Lan a vynalezla techniku zvanou Vražedný akord. Snažila se chránit magické železo jin (阴铁, ale nakonec ho jen zapečetila v Ledové jeskyni na úkor své životní síly. Byla nejlepší přítelkyní Pao-šan San-žena.                                                          |

#### Sekta Ťin z Lan-ling
| Herec           | Postava                         | Základní informace |
| --------------- | ------------------------------- | --- |
| Šen Siao-chaj   | Ťin Kuang-šan (čínsky 金光善)   | Vůdce sekty Ťin. Otec Ťin Kuang-jaoa, Ťin C’-süana a Mo Süan-jüeho. Je známý svou slabostí pro ženy a množstvím nelegitimních dětí. |
| Chu Siao-tching | Madam Ťin (čínsky 金夫人)       | Manželka Ťin Kuang-šana a matka Ťin C’-süana. |
| Ču Can-ťin      | Ťin Kuang-jao (čínsky 金光瑶)   | Rodné jméno: Meng Jao (čínsky 孟瑶) Známý také jako Lord Lien-fang (敛芳尊), neboli Pán skryté vůně. Je nelegitimním synem Ťin Kuang-šana a po jeho smrti se stal vůdcem sekty. Společně s Lan Si-čchenem a Nie Ming-ťüem složil slib bratrství. Jeho zbraní je meč Chen-šeng (恨生). Dříve působil jako sluha sekty Nie, později jako špión v sektě Wen. Poté získal otcův souhlas připojit se ke sektě Ťin. Kvůli tomu, že jeho matka byla prostitutkou, byl často šikanován. Velmi si váží Lan Si-čchena, který mu kdysi jako jediný projevil přízeň. |
| Cchao Jü-čchen  | Ťin C’-süan (čínsky 金子轩)     | Jediný legitimní syn Ťin Kuang-šana, manžel Ťiang Jen-li a otec Ťin Linga. Je velmi hrdý a arogantní. |
| Jao Šu-chao     | Ťin C’-sün (čínsky 金子勋)      | Bratranec Ťin C’-süana. Je velmi arogantní a nesnáší Wej Wu-siena. |
| Ťin Lu-jing     | Čchin Su (čínsky 秦愫)          | Manželka Ťin Kuang-jaoa, která je s ním pokrevně spřízněna. Dcera Čchin Cchang-jieho, vůdkyně sekty Lao-ling Čchin, která je podřízena sektě Ťin. Spáchala sebevraždu. |
| Čchi Pchej-sin  | Ťin Ling (čínsky 金凌)          | Zdvořilostní jméno: Ťin Žu-lan (čínsky 如兰) Je dědicem sekty Ťin, synovec Wej Wu-siena a sirotek po rodičích Ťin C’-süan a Ťiang Jen-li. Jeho zbraní je meč Suej-chua (岁华尊) a je taktéž vynikajícím lukostřelcem. Má psa jménem Víla, kterým rád trápí Wej Wu-siena, jenž má panickou hrůzu ze psů. Je velmi arogantní a nevyzrálý, ale dokáže být také laskavý a loajální. Je blízkým přítelem Lan Ťing-ia a Lan S’-čueje. |
| Wang I-fej      | Luo Čching-jang (čínsky 罗青羊) | Známá také jako Mien Mien (čínsky 绵绵). Žačka sekty Ťin, který později opustila, jelikož se postavila na stranu Wej Wu-siena, věří v jeho nevinu, tak jako Lan Wang-ťi. Oženila se a má dceru. |

#### Sekta Nie z Čching-che
| Herec                          | Postava                        | Základní informace |
| ------------------------------ | ------------------------------ | --- |
| Wang I-čou Süan Jüe-wen (dítě) | Nie Ming-ťüe (čínsky 聂明玦)   | Vůdce sekty Nie. Známý také jako Mistr červené čepele (赤锋尊), neboli Lord Čch’-feng. Společně s Lan Si-čchenem a Ťin Kuang-jaoem složil slib bratrství. Jeho zbraní je šavle Pa-sia (霸下). Je přísný, ale spravedlivý. Chová zášť vůči Ťin Kuang-jaovi. |
| Ťi Li Sü Wej-luo (dítě)        | Nie Chuaj-sang (čínsky 聂怀桑) | Po smrti bratra se stane vůdce sekty Nie. Je známý pro svou neschopnost a stále s sebou nosí svůj vějíř. |

#### Sekta Wen z Čchi-šan
| Herec                         | Postava                        | Základní informace |
| ----------------------------- | ------------------------------ | --- |
| Siou Čching                   | Wen Žuo-chan (čínsky 温若寒)   | Vůdce sekty Wen, hlavní kultivující a otec Wen Čchaoa a Wen Süa. Je velmi ambiciozní a pomocí železa jin (阴铁) chce vládnout všem sektám.                                  |
| Wang Žung                     | Wen Sü (čínsky 温旭)           | Nejstarší syn Wen Žuo-chana. Je sice méně inteligentní než jeho bratr, ale má větší odvahu.                                                                                 |
| Che Pcheng                    | Wen Čchao (čínsky 温晁)        | Druhý syn Wen Žuo-chana. Je velmi krutý, hrubý a ambiciózní. |
| Meng C’-i Lin Čchen-si (dítě) | Wen Čching (čínsky 温情)       | Nejlepší lékařka sekty Wen a starší sestra Wen Ninga. Vychoval je jejich strýc Wen Žuo-chan.                                                                                |
| Jü Pin Su Čchiou-i (dítě)     | Wen Ning (čínsky 温宁)         | Zdvořilostní jméno: Čchiung-lin (čínsky 琼林) Známý také jako Generál duchů (鬼将军), později se stane pravou rukou Wej Wu-siena. Je něžný a plachý.                        |
| Feng Ming-ťing                | Wen Ču-liou (čínsky 温逐流)    | Známý jako Jádrotav – Core-Melting Hand (化丹手) díky své schopnosti zničit, rozdrtit tzv. Zlaté jádro, je také ochráncem Wen Čchaoa. Je nejmocnějším válečníkem sekty Wen. |
| Lu En-ťie                     | Wang Ling-ťiao (čínsky 王灵娇) | Bývalá služebná Wen Čchaoovy manželky a nyní jeho milenka. Je velmi arogantní, krutá a zbabělá.                                                                             |
| Čang Pin                      | Wen Mao (čínsky 温卯)          | Bývalý vůdce sekty Wen. |

#### Sekta Ťiang z Jün-meng
| Herec                                   | Postava                         | Základní informace |
| --------------------------------------- | ------------------------------- | --- |
| Lu Ťien-min                             | Ťiang Feng-mien (čínsky 江枫眠) | Vůdce sekty Ťiang, otec Ťiang Čchenga a Ťiang Jen-li. Je laskavý, adoptoval Wej Wu-siena, kterého považuje za svého syna. |
| Čang Ťing-tchung                        | Jü C’-jüan (čínsky 虞紫鸢)      | Známá jako Madam Jü nebo San Niang. Je manželkou Ťiang Feng-miena a matkou Ťiang Čchenga a Ťiang Jen-li. Její zbraní je náramek C’-tien (紫电). I když je ke svému okolí často tvrdá, své děti a manžela hluboce miluje. K Wej Wu-sienovi je chladná. |
| Wang Čuo-čcheng Chuang Čen-čchen (dítě) | Ťiang Čcheng (čínsky 江澄)      | Zdvořilostní jméno: Wan-jin (čínsky 晚吟) Po smrti svého otec je vůdce sekty Ťiang. Jeho zbraněmi jsou meč San-tu (三毒) a náramek C’-tien (紫电). Je přímočarý a přísný. I když nemá úplně dobrou povahu, je velmi starostlivý ke své rodině, především ke své starší sestře. Měl také skvělý vztah s Wej Wu-sienem, dokud mu nezačal vyčítat všechny útrapy, které se staly jemu a jeho rodině. Nějakou dobu cítil náklonnost k Wen Čching. |
| Süan Lu Jie Süan-tchung (dítě)          | Ťiang Jen-li (čínsky 江厌离)    | Ťiang Čchengova starší sestra, Wej Wu-sienova nevlastní starší sestra, manželka Ťin Cu-siena a matka Ťin Linga. Je velmi laskavá a starostlivá. Také je dobrou kuchařkou. |

#### Parta z města I
| Herec          | Postava                         | Základní informace |
| -------------- | ------------------------------- | --- |
| Sung Ťi-jang   | Siao Sing-čchen (čínsky 晓星尘) | Známý také jako Tao-čang (道长), je studentem Pao-šana San-žena. Jeho nejlepším přítelem je Sung Lan. Jeho zbraní je meč Šuang-chua (霜华).                                  |
| Li Po-wen      | Sung Lan (čínsky 宋岚)          | Zdvořilostní jméno: Sung C’-čchen (čínsky 宋子琛) Je kultivujícím z chrámu Paj-süe, jeho nejlepší přítel je Siao Sing-čchen. Jeho zbraní je meč Fu-süe (拂雪).               |
| Wang Chao-süan | Süe Jang (čínsky 薛洋)          | Zdvořilostní jméno: Čcheng-mej (čínsky 成美) Hostující žák sekty Wen, má spojení s železem jin (阴铁). Jeho zbraní je meč Ťiang-caj (降灾). Je známý svou zlovolnou povahou. |
| Čchen Čuo-süan | A Čching (čínsky 阿箐)          | Chudá dívka, která předstírá slepotu aby se uživila. Později se přidá k Siao Sing-čchenovi.                                                                                  |

#### Ostatní
| Herec           | Postava                           | Základní informace |
| --------------- | --------------------------------- | --- |
| Feng Cchung     | Su Še (čínsky 苏涉)               | Zdvořilostní jméno: Min-šan (čínsky 悯善) Vůdce sekty Mo-ling Su a bývalý žák sekty Lan, který zradil a za podpory Ťin Kuang-jaoa si vytvořil vlastní sektu. Velmi žárlí na Lan Wang-ťiho a proto ho v hodně ohledech napodoboval. |
| Liou Tching-jü  | Pao-šan San-žen (čínsky 抱山散人) | Učitelka Siao Sing-čchena a Cchang-se San-žen, Wej Wu-sienovy matky. |
| Cchao Ťün-siang | Ou-jang C’-čen (čínsky 欧阳子真)  | Jediný potomek vůdce sekty Pa-ling Ou-jang. Je blízkým přítelem Lan S’-čuejeho, Lan Ťing-ia a Ťin Linga. |
| Jü C’-kchuang   | Süe Čchung-chaj (čínsky 薛重亥)   | Původní majitel železa jin (阴铁) a vůdce sekty Süe, která byla kdysi vyhlazena. |

## Soundtrack
Hudbu k seriálu složil Lin Chaj. Ústřední písní byla do desáté epizody „Wang-sien“ (忘羡), poté jí byla „Wu ťi“ (无羁). Dne 8. července 2019 vyšlo album v digitální podobě na službě QQ Music spolu s plnou verzí úvodních znělek a dalšími písněmi postav, na kterých se podíleli i někteří herci. Instrumentální album vyšlo na QQ Music dne 5. srpna 2019.
Ve fyzické podobě album vyšlo 2. listopadu 2019.
| CD 1   | CD 1                                                                       | CD 1                          | CD 1                              | CD 1                                                 | CD 1  |
| Pořadí | Název                                                                      | Hudba                         | Text                              | Zpěvák                                               | Délka |
| ------ | -------------------------------------------------------------------------- | ----------------------------- | --------------------------------- | ---------------------------------------------------- | ----- |
| 1.     | Unrestrained (无羁) (ústřední píseň – duet)                                | Lin Chaj                      | Čcheng I a Ming Feng              | Siao Čan a Wang I-po                                 | 04:13 |
| 2.     | Unrestrained (无羁) (ústřední píseň – speciální verze)                     | Lin Chaj                      | Čcheng I a Ming Feng              | Pi-pi Čou                                            | 04:14 |
| 3.     | Unrestrained (无羁) (ústřední píseň – solo verze)                          | Lin Chaj                      | Čcheng I a Ming Feng              | Siao Čan                                             | 04:13 |
| 4.     | Unrestrained (无羁) (ústřední píseň – solo verze)                          | Lin Chaj                      | Čcheng I a Ming Feng              | Wang I-po                                            | 04:13 |
| 5.     | Song Ends with Chen Qing (曲尽陈情) (Wej Wu-sienova píseň)                 | Within_I Ming                 | I Če, Lien Siao a Cuej Čching Che | Siao Čan                                             | 03:53 |
| 6.     | Won't Forget (不忘) (Lan Wang-ťiho píseň)                                  | Sung Ping-jang                | Sung Ping-jang a Jang Sia         | Wang I-po                                            | 05:16 |
| 7.     | Newborn (赤子) (Wen Ningova píseň)                                         | Čeng Kuo-feng                 | Čang Pcheng-pcheng                | Jü Pin                                               | 04:18 |
| 8.     | Goodbye Filled With Hatred (恨别) (Ťiang Čchengova píseň)                  | Čchao Si_Tide                 | I Če, Lien Siao a Cuej Čching Che | Wang Čuo-čcheng                                      | 03:43 |
| 9.     | Involuntary (不由) (Lan Si-čchenova píseň)                                 | Windbell Project              | Ming Feng                         | Liou Chaj-kchuan                                     | 04:44 |
| 10.    | Separation at Qing He (清河诀) (Nie Ming-ťüeho a Nie Chuaj-sangova píseň)  | Čchen Süe-žan                 | Lin Čchiao a Liou En-sün          | Ayanga                                               | 03:44 |
| 11.    | If The Woodlands Has Something To Say (疏林如有诉) (píseň Wen Čching)      | Čchen I-ming                  | Čung Wu-i                         | Kao Čchiou-c’                                        | 03:53 |
| 12.    | Passing by the Deserted City (荒城渡) (Süe Jangova píseň)                  | Sia Cheng a Teng Čchiang-čung | Čang Jing                         | Charlie Zhou                                         | 04:19 |
| 13.    | Lone City (孤城) (píseň party z města I)                                   | Jü Chung-lung                 | Lin Čchiao                        | Sun Po-lun a Čchen Čuo-süan                          | 03:52 |
| 14.    | Youth Especially Cannot Be Bullied (最是少年不可欺) (píseň mladé skupinky) | Čchen I-ming                  | Jü Cch’                           | Cuej Süe, Čeng Fan-sing, Čchi Pchej-sin a Kuo Čcheng | 03:59 |
| 15.    | Inappeasable (意难平) (píseň Ťiang Jen-li)                                 | Lin Chaj                      | Čcheng I a Che S’-wej             | Jin Lin                                              | 04:14 |
| 16.    | Not In Vain (不枉) (skupinová píseň)                                       | Jin Lin                       | I Če, Lien Siao a Cuej Čching Che | Naomi Wang                                           | 03:55 |
| 17.    | Eternal Separation (永隔) (píseň Ťiang Jen-li a Ťin C’-süana)              | Jü Chung-lung                 | Lin Čchiao                        | Lara Veronin a Fabien Yang                           | 03:37 |
| 18.    | Hatred in Life (多恨生) (Ťin Kuang-jaoeho píseň)                           | Luo Si-čung                   | Within_I Ming                     | Ču Sing-ťie                                          | 04:25 |

Hudbu složil(i) Lin Chaj. 
| CD 2   | CD 2                                                     | CD 2  |
| Pořadí | Název                                                    | Délka |
| ------ | -------------------------------------------------------- | ----- |
| 1.     | The Untamed (陈情令)                                     | 02:01 |
| 2.     | Unrestrained (无羁) (instrumentální verze)               | 02:33 |
| 3.     | Wang Ji (忘机)                                           | 01:01 |
| 4.     | Love Entanglement (情牵)                                 | 01:59 |
| 5.     | Lotus Pier (莲花坞)                                      | 02:08 |
| 6.     | Maneuvering Dizi (御笛)                                  | 02:15 |
| 7.     | Glacier (裂冰)                                           | 03:26 |
| 8.     | Drunken Dream (醉梦)                                     | 03:27 |
| 9.     | Burial Mound (乱葬岗)                                    | 02:24 |
| 10.    | Sadness (伤情)                                           | 03:01 |
| 11.    | If Life Was Just Like When We First Met (人生若只如初见) | 02:36 |
| 12.    | Won't Regret (不悔)                                      | 02:47 |
| 13.    | Night Scamper (夜奔)                                     | 03:51 |
| 14.    | Day and Night (寤寐)                                     | 01:26 |
| 15.    | Song of Lucidity (清心音·乱魄抄)                         | 05:10 |
| 16.    | Rest (安息)                                              | 02:32 |
| 17.    | Greenery (草木)                                          | 02:33 |
| 18.    | Yi City (义城)                                           | 01:03 |
| 19.    | Artful Child (狡童)                                      | 01:44 |
| 20.    | Sunshot (射日)                                           | 02:28 |
| 21.    | Unrestrained (无羁) (Piano verze)                        | 01:23 |

Společnost QQ Music 19. srpna 2019 oznámila, že prodeje soundtracku překonaly hranici 15 milionů jüanů, jenž tak oficiálně získal platinovou desku. V září 2019 bylo album nejprodávanějším soundtrackovým albem na platformě a umístilo se na 15. místě v žebříčku nejprodávanějších digitálních alb.

## Spin-off filmy
Byly vydány dva spin-offy, které vypráví vedlejší příběhy k televiznímu seriálu, ale ani v jednom z nich se neobjevují hlavní herci.

### The Living Dead(2019)
Film The Living Dead (čínsky 生魂, Šeng-chun) byl vydán 7. listopadu 2019 a zaměřuje se na postavy Wen Ninga a Lan S’-čueja. Režie se zhostil Čchiou Čung-wej, scénáře Lu Pching a produkce Jang Sia.

#### Obsah
Nedaleko hory Čchi-šan se nachází městečko Fu Feng, kterému se přezdívá „Město, v němž se nestmívá“. To je domovem legendy o „Vrahovi s rozsvícenou svíčkou“. Wen Ning přijíždí do Fu Fengu a uvědomuje si, že s městem není něco v pořádku. Je plné jen slabých a nemocných lidí a je velmi zchátralé. Když nastane noc, Wen Ning zapálí svíčku, aby přilákal stíny duchů. Právě když se je chystá chytit, objeví se paprsek modrého světla meče a černý stín zmizí. Wen Ning vzhlédne a spatří svého synovce Lan S’-čueja. Wen Ning a Lan S’-čuej se rozhodnou spolupracovat a vyřešit záhadu, aby dopadli pachatele, který stojí za tajemnými událostmi.

#### Obsazení
| Jü Pin        | Wen Ning    |
| Čeng Fan Sing | Lan S’-čuej |
| Wang I-fej    | Siao Čching |
| Kao Chan      | Siao I      |
| Che Lung-lung | Čou C’-šu   |

### Fatal Journey(2020)
Film Fatal Journey (čínsky 乱魄, Luan-pcho) byl vydán 26. března 2020 a zaměřuje se na příběh bratrů ze sekty Čching-che Nie a na postavu Ťin Kuang-jaoa. Režie se ujal Čchiou Čung-wej, scénáře Ťiao Jü-feng a produkce Jang Sia.

#### Obsazení
| Ťi Li        | Nie Chuaj-sang               |
| Sü Waj Luo   | mladý Nie Chuaj-sang         |
| Wang I-čou   | Nie Ming-ťüe                 |
| Süan Jüe Wen | mladý Nie Ming-ťüe           |
| Ču Can-ťin   | Ťin Kuang-jao                |
| Che Siang    | Nie Cung-chuej               |
| Žao Kuo Feng | učedník sekty Čching-che Nie |
| Čou Lu       | Cchuo Cej                    |